# Žrnovo
Žrnovo je naselje na otoku Korčuli.

## Zemljopis
Udaljeno je svega 4 km od grada Korčule (u čijem sastavu se nalazi) glavnom cestom na putu prema unutrašnjosti otoka. 
Sastoji se od zaselaka Prvo selo, Brdo, Kampuš, Postrana, a pripadaju mu i uvale Žrnovska banja, Vrbovica, Medvinjak.
Uza stare kamene kuće s trijemom i popločanim dvorištem su male staje građene u suhozidu, a pokrivene kamenim pločama. Tu je i nekoliko ljetnikovaca kaštela korčulanskog plemstva i posjednika. Podalje od središta naselja i ceste na stjenovitoj uzvisini okružena borovima, nalazi se župna crkva sv. Martina iz 14. stoljeća pregrađena u novije vrijeme.
U zaseoku Postrani na padini brežuljka crkva je sv. Roka, pred njom popločani trg na kojemu rastu stara stabla "Koštili". Tu se tradicionalno održava mačevalacka igra Moštra. Udaljeno od naselja je i groblje s crkvom sv. Vida iz 13. stoljeća, a u mjestu je jos nekoliko malih, starih kapela. Kaštel Baničević poznate plemicke obitelji u Postrani dobro je
očuvan. Na pročelju je ploča s grbom i latinskim natpisom o najistaknutijem članu te obitelji Jakovu Baničeviću,  koji je živio u 16. stoljeću i bio poznati europski humanist.
Stanovnici Žrnova u prošlosti su se bavili poljoprivredom (vinogradarstvo, maslinarstvo, povrtlarstvo) te kamenoklesarstvom. Sada su mnogi zaposleni u građevinarstvu i turizmu. U obližnjim uvalama (sjeverna obala) Žrnovskoj Banji, Medvidnjaku, Vrbovici niz je obiteljskih suvremeno uredenih pansiona i kampova uza samo more.

## Stanovništvo
Prema popisu stanovnika iz 2001. godine u Žrnovu obitava 1.296 stanovnika.
| broj stanovnika | 969   | 1152  | 1385  | 1645  | 1606  | 1781  | 1781  | 1592  | 1439  | 1501  | 1427  | 1363  | 1184  | 1267  | 1296  | 1368  | 1401  |
|                 | 1857. | 1869. | 1880. | 1890. | 1900. | 1910. | 1921. | 1931. | 1948. | 1953. | 1961. | 1971. | 1981. | 1991. | 2001. | 2011. | 2021. |

## Povijest
Žrnovo je bilo nastanjeno još u ilirsko i rimsko doba. Danas je ono malo turističko mjesto.

## Poznate osobe
- Istaknuti hrvatski književnik i akademik Petar Šegedin rođen je u Žrnovu.
- Jakov Baničević, hrvatski diplomat i humanist

## Spomenici i znamenitosti
Park prirode Kočje, Stari hrast crnika "Klokolina"

## Obrazovanje
U Žrnovu postoji osmogodišnja Osnovna škola " Ante Curać - Pinjac", a uz nju i vrtić.

## Kultura
Poput ostalih otočkih mjesta, Žrnovo njeguje folklornu tradiciju.
Najvažnija je "Moštra", ples "od boja" s mačevima, uz pratnju "mišnjica" ( mijeha s diplama) i "tamburla" (velikog bubnja). Uz izvođenje Moštre do 1966. održavao se tradicionalni običaj žrtvovanja vola, koji vjerojatno vuče podrijetlo još iz minojskih mediteranskih kultova bika i mitraizma. U mjestu djeluje kulturno-umjetničko društvo "Mišnjice" koje njeguje dramski amaterizam i folklor, a "Bratska sloga" prvenstveno se bavi mjesnim tradicijama i folklorom. U Žrnovu su rođeni i suvremeni hrvatski umjetnici slikari i kipari (Radoslav Duhović, kipar, Nikola Skokandić, grafičar, Ante Radovanović, Frano Cebalo, Abel Brčić, slikari).
U Žrnovu je također jako aktivno karnevalsko društvo " Vilani" koji u doba maškara organiziraju plesove i druženja. 
Početkom kolovoza organizira se tradicionalna " Makarunada". To je seoska fešta u kojem se promovira seoske običaje uz degustaciju poznatih žrnovskih makaruna, jela od domaće tjestenine i mesnog goveđeg umaka. Manifestacija ima humanitarni i zabavni karakter.

## Šport
- Ženski rukometni klub "Žrnovo"
- Nogometni klub " Žrnovo"
- Udruga lađara " Žrnovski galijoti"
- Biljarski klub u Postrani